# كأس أيرلندا الشمالية 1998–99
كأس أيرلندا الشمالية 1998–99 (بالإنجليزية: 1998–99 Irish Cup)‏ هو موسم من كأس أيرلندا. كان عدد الأندية المشاركة فيه  32، وفاز فيه بورتاداون.